# Biel (Svájc)
Biel (franciául Bienne) járási székhely Bern kantonban.

## Fekvés
A Suze folyó mindkét partján, közel ahhoz a helyhez, ahol a Thiele a Bieli-tóból kifolyik.
1888-ban 15 407 lakosa volt, környékén sok nyaralóval. Régi, magasabban fekvő része keskeny, szabálytalan utcákból, massziv, régi, bizarr módon befestett házakból áll; tóparti része egészen modern. A Schwab-múzeum gazdag a cölöpépítmények korából való régiségekben, valamint kelta és római fegyverekben. Jelentékeny iparágai az órakészítés, pamutszövés, szivargyártás, elektromos készülékek és ékszerek készítése.

## Történelem
1798-ban a város Franciaországhoz került, 1800-ban az Haut-Rhin megyéhez csatolták. A Bécsi kongresszus után Bern kanton része, 1832-től önálló körzete lett (Bezirk Biel). 1817-ben alapították meg az első gimnáziumot, amelynek lektora Johann-Conrad Appenzeller lett.

## Óraváros
A város a híres Swatch, Omega, Rolex és Mido AG hazája. Itt van a Svájci teletext székhelye is. A másik svájci óraváros: La Chaux-de-Fonds.

## Sport
- Futball: FC Biel-Bienne (1. Liga)
- Jéghoki: EHC Biel.

## Látnivalók
- Taubenlochschlucht, vagyis az a hegyszakadék, amelyen a Suze áttör
- a gyönyörü kilátást nyújtó Magglingen (franciául Macolin)-ház

## Híres emberek
- Jean-Jacques Rousseau egykori tartózkodási helye
- 1476-ban itt született Thomas Wyttenbach, aki az egyik nagy alakja volt a reformációnak.
- 1999-ben itt született Nemo Mettler, énekes, aki Svájcot képviselve megnyerte a 2024-es Eurovíziós Dalfesztivált

## Testvértelepülés
- Iserlohn (Németország) (1959)